# Chlorolestes fasciatus
Chlorolestes fasciatus – gatunek ważki z rodziny Synlestidae. Występuje w Afryce Południowej – w RPA, Lesotho i Eswatini.
Imago lata od grudnia do końca maja, jednak spotyka się osobniki dorosłe latające przez cały rok. Długość ciała 51–54 mm. Długość tylnego skrzydła 29–30 mm.